# Bitwa o Prudnik
Bitwa o Prudnik – jedno ze starć Armii Czerwonej ze znajdującym się w odwrocie niemieckim Wehrmachtem, prowadzone w ramach operacji górnośląskiej.

## Operacja górnośląska

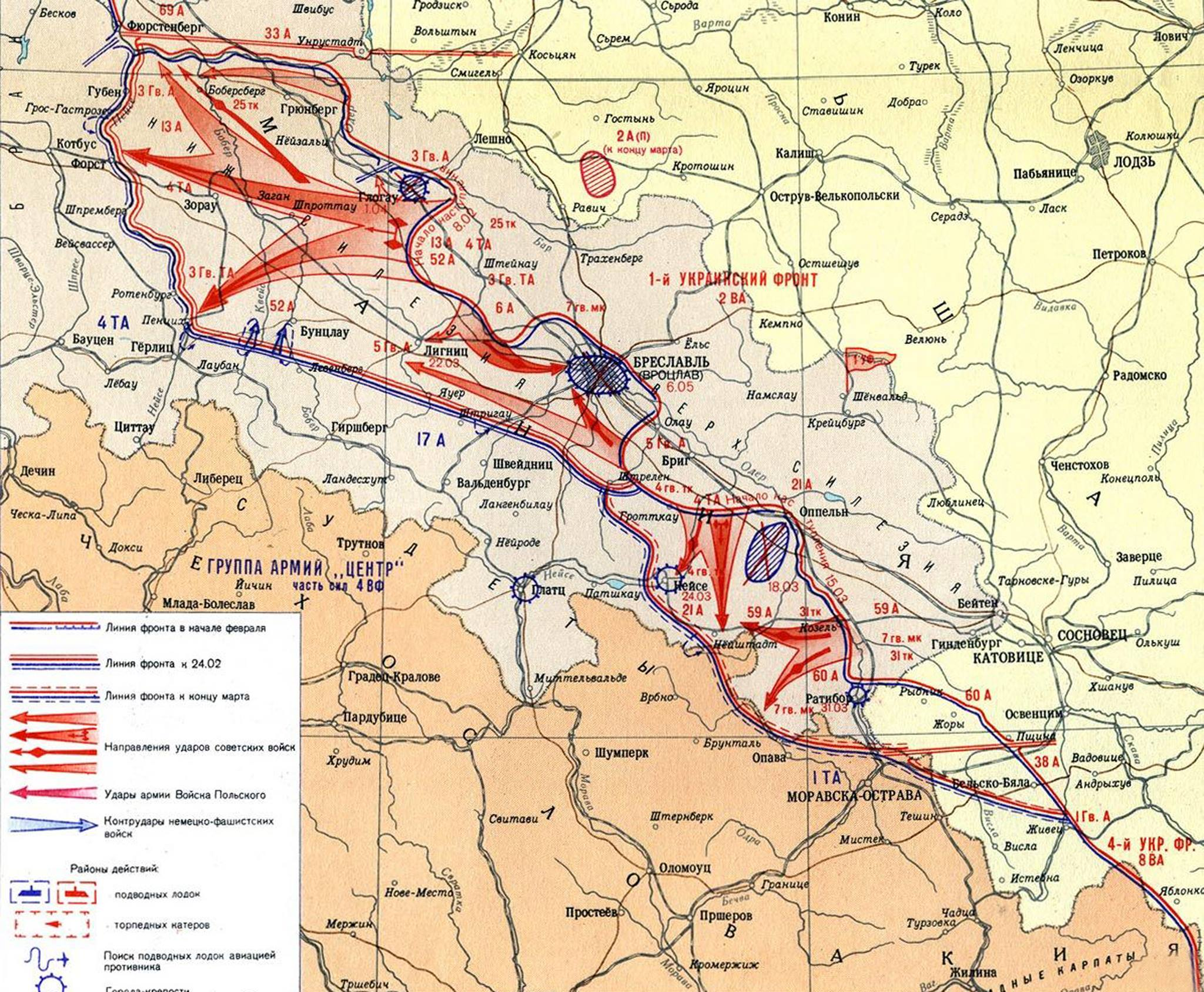
Mapa wojsk sowieckich z planami operacji dolnośląskiej i górnośląskiej

W styczniu 1945 roku w wyniku operacji wiślańsko-odrzańskiej, Armii Czerwonej udało się przekroczyć przedwojenne granice Niemiec, także na Śląsku. 1 Front Ukraiński, dowodzony przez marszałka Iwana Koniewa, zatrzymał się nad Odrą, w odległości 45 km od Prudnika. W ramach operacji dolnośląskiej nie zmieniła się linia frontu na odcinku opolskim, przez co powstało wybrzuszenie linii frontu na pozostawionym odcinku. Odcinek ten stał się potencjalnie niebezpieczny dla Rosjan, ponieważ Niemcy po skoncentrowaniu tam swoich sił mieliby dogodną pozycję wyjściową dla uderzenia na oblężony Wrocław lub frontalnie na Górnośląski Okręg Przemysłowy, mający dla nich duże znaczenie strategiczne. Z początkiem marca sztab 1 Frontu Ukraińskiego zaczął planować uderzenie, które miało wyprzedzić niemiecki atak. Według planu, wybrzuszenie miało zostać okrążone z dwóch stron przez jednoczesne uderzenie dwóch zgrupowań – jednego spod Grodkowa i drugiego spod Koźla. Oba uderzenia miały się przedrzeć do Prudnika, spotkać się, i tym samym zamknąć całe wybrzuszenie w okrążeniu. Na Prudnik miało pójść ponad 400 tysięcy żołnierzy radzieckich. Do operacji przewidziano 988 czołgów, 1727 samolotów i prawie 6000 dział.
Operacja górnośląska zaczęła się 15 marca 1945. Walki toczyły się o każdą wieś, a Armia Czerwona zbliżała się do Prudnika. Ofensywa szła jedną zwartą linią od strony Grodkowa, gdy 61 Gwardyjska Brygada Pancerna 10 Korpusu Pancernego Gwardii przełamała niemiecką obronę w Prusinowicach.

## Zajęcie Prudnika
17 marca Sowieci utrzymali przyczółek nad Nysą Kłodzką w Piątkowicach, a następnie ruszyli na południe przez Włodary, Ścinawę Nyską i Piorunkowice. Z Prudnika uciekli przedstawiciele władzy, działacze NSDAP z burmistrzem Scholtzem i Kreisleiterem Schrammem. Mieszkańcy miasta nie zostali poinformowani o tym, że zbliżają się Rosjanie. W ostatnich godzinach przed przybyciem Armii Czerwonej mieszkańcy zaczęli się chaotycznie mobilizować i łączyć w formacje Volkssturmu. O godzinie 18:25 Armia Czerwona dotarła do Rudziczki i rozpoczęła walkę z oddziałami niemieckimi próbującymi uciec z okrążenia. Rosjanie zajęli Rudziczkę i Niemysłowice i o godzinie 19:30 stanęli pod Prudnikiem. W wyniku walk o Niemysłowice została przerwała linia energetyczna, przez co Prudnik stracił prąd. Mieszkańcy pośpiesznie uciekli w stronę granicy czeskiej przez Dębowiec, Wieszczynę lub Trzebinę.
Rosjanie mieli nad Niemcami dziesięciokrotną przewagę liczebną. O godzinie 20:00 radzieckie czołgi wjechały do miasta od strony ulicy Nyskiej. Rosjanie wiedzieli, że Niemcy nie są przygotowani do obrony, więc postanowili po prostu przejechać ulicami Prudnika i zająć skrzyżowania i wyjazdy z miasta, które były kluczowymi punktami do obrony. 1 Batalion Czołgów przejechał most nad rzeką Prudnik, obok „Frotexu”, Plac Wolności i zajął pozycje na zachodnim skraju miasta, na drodze do Łąki Prudnickiej. 2 i 3 Batalion udały się na ul. Kolejową z zamiarem wdarcia się do miasta od strony mostu na ul. Batorego, ale oddział Volkssturmu obsadził budynki pobliskiej gospody w celu obrony tego mostu. Bronili go kilka godzin do momentu, w którym Sowieci zniszczyli budynki gospody przy użyciu katiusz.
W samym mieście nie dochodziło do typowych walk ulicznych. Zdobycie Prudnika opierało się o przejazd radzieckich czołgów na wyznaczone pozycje, a do potyczek dochodziło, gdy czołgi napotykały rozproszone grupy Volkssturmu uzbrojone w Panzerfausty. Na Placu Wolności Niemcom udało się zniszczyć jeden z radzieckich T-34. Piechota nie nadążyła za 61 Brygadą przy ich tempie natarcia, przez co Rosjanie nie mieli możliwości sprawdzania, czy w kamienicach w Prudniku nie ukrywają się niemieccy żołnierze. W raportach sztab 61 Brygady Pancernej zaznaczał, że ich oddziały nie mogły swobodnie krążyć po ulicach z powodu braku wsparcia piechoty.
Niemcy najdłużej utrzymywali południowy skraj miasta. Przez koszary przechodziły dziesiątki niemieckich żołnierzy, którym udało się uciec przed okrążeniem od strony Głogówka, Białej i Racławic Śląskich. Ostatecznie niemieckie siły wycofały się na Kapliczną Górę, gdzie organizowany był punkt oporu. W wyniku sowieckiego ostrzału w prudnickich koszarach zginął Franz Augsberger, dowódca 20 Dywizji Grenadierów SS złożonej z Estończyków, która broniła miasta.
Ranem 18 marca niemieckie oddziały 20 Dywizji SS, 168 Dywizji Piechoty i 344 Dywizji Piechoty Wehrmachtu próbowały rozproszonymi grupami przebić się na zachód przez Prudnik. Rosyjskie czołgi utrzymały pozycje na skrajach miasta i zaczęły do nich strzelać, jednak z czasem grupy Niemców stały się coraz większe, a kilku z nich udało się odbić Niemysłowice, Rudziczkę i Piorunkowice. W ten sposób 61 Brygada została odcięta od dostaw zaopatrzenia, a także utraciła łączność z innymi oddziałami 10 Korpusu Pancernego. Rosjanie broniący Prudnika zostali okrążeni. O godzinie 14:40 czołgi 57 Brygady Pancernej 7 Korpusu Zmechanizowanego Gwardii wraz z 391 Dywizją Strzelecką podeszły pod Prudnik od strony Lubrzy. W ten sposób Rosjanie ostatecznie opanowali miasto.
Podczas walk o miasto poległo 673 Rosjan. Na ich cześć wkrótce po wojnie na Placu Wolności wzniesiono Pomnik Wdzięczności.

## Okrążenie Rosjan

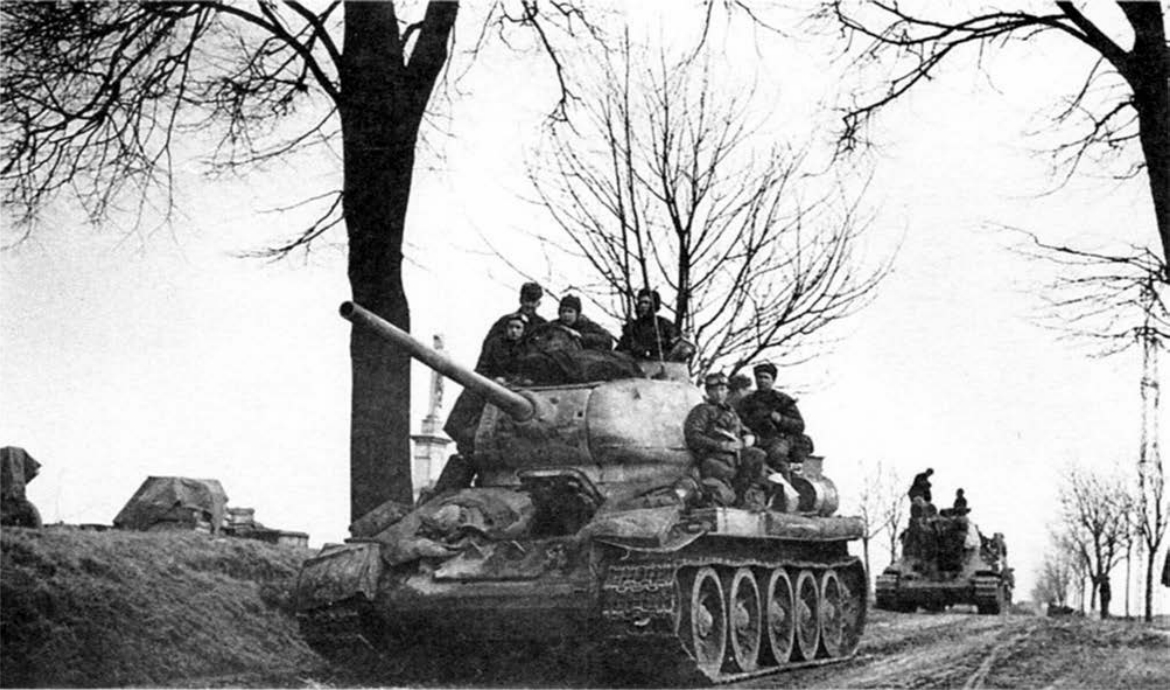
Czołgi kapitana gwardii Moskina wjeżdżające do Ścinawy 19 marca 1945 podczas walk o Prudnik

57 Brygada Pancerna przejęła obronę Prudnika od 61 Brygady, która otrzymała rozkaz przedarcia się do Ścinawy Nyskiej, gdzie zbierały się oddziały 10 Korpusu Pancernego, po drodze odbijając Niemysłowice i Rudziczkę, przez które Niemcy próbowali uciec z okrążenia. Jeden z batalionów przebił się o 13:00 przez niemiecką obronę Niemysłowic, Rudziczki i Piorunkowic, jednak zanim pozostała część 61 Brygady rozpoczęła wymarsz z Prudnika, Niemcy zdążyli znów zająć Niemysłowice i Rudziczkę. Od samego rana 19 marca wzdłuż obecnej Drogi krajowej nr 41 toczyły się ciężkie walki. Po trzech godzinach Rosjanom udało przedrzeć się przez Niemysłowice. O opanowanie Rudziczki walczono do godziny 20:00. Niemcy mieli kilka czołgów i transporterów opancerzonych w celu zatrzymania sowieckich T-34 na wjeździe do Rudziczki od strony Prudnika. Jednak nawet po wtórnym opanowaniu Rudziczki Rosjanom nie udało się przedrzeć do Ścinawy, ponieważ w lesie między Rudziczką i Ścinawą, Niemcy zorganizowali skuteczną obronę.
3 batalion czołgów pod dowództwem kapitana gwardii Markowa opuścił Prudnik wieczorem 19 marca. Zanim dotarł do Rudziczki, niemieckie jednostki w odwrocie ponownie zajęły Niemysłowice. O godzinie 22:00 3 batalion czołgów próbując wjechać do Niemysłowic spotkał się z intensywnym ogniem niemieckiej artylerii. Czołgi nie mogły ominąć wsi z powodu wiosennych roztopów, które zmieniły okoliczne pola w bagna.
Ostatecznie 3 batalionowi udało się wedrzeć do Niemysłowic. Z powodu braku wsparcia piechoty bitwa ta polegała głównie na potyczkach niemieckich i radzieckich czołgów na bliskim dystansie. Z powodu narastających braków w zaopatrzeniu, 3 batalion zatrzymał się w Niemysłowicach i rozpoczął obronę. Pozostałe oddziały 61 Brygady broniły Rudziczki. Na skraju wsi Rosjanie rozstawili armaty i podpalili domy od strony Ścinawy w celu zwiększenia widoczności.
Od rana 20 marca Niemcy wznowili kontrataki. O 11:30 przeprowadzili uderzenie na Rudziczkę siłami batalionu przy wsparciu 4 armat. Po południu 3 batalion połączył się z resztą brygady. Następnego dnia niemieckie kontrataki od wewnętrznej strony okrążenia osłabły, a 61 Brygada została przeniesiona do Szybowic z powodu narastającej siły uderzeń niemieckich od strony Głuchołaz. Okrążone zgrupowanie zostało do końca rozbite rano 22 marca, przez co skończył się pierwszy etap walk w rejonie Prudnika.

## Dalsze działania

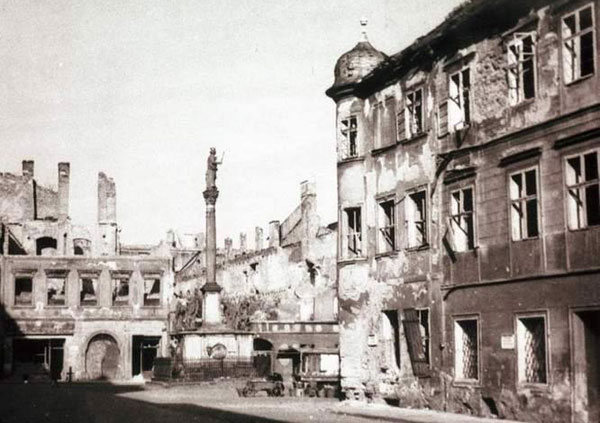
Rynek w Prudniku po zbombardowaniu

Informacja o zajęciu Prudnika została rozpowszechniona za pośrednictwem prasy i radia na cały Związek Radziecki. 23 marca bombowce 8 Gwardyjskiej Dywizji Lotnictwa Bombowego omyłkowo zbombardowały prudnicki rynek, Plac Farny i Plac Zamkowy. Bombardowanie najprawdopodobniej nie było celowe. Według proboszcza Franza Pietscha było spowodowane wystrzeleniem błędnych znaków świetlnych przez pijanych Rosjan.
21 marca oddziały 4 Armii Pancernej Gwardii zostały przeniesione pod Nysę. Prudnik został obsadzony przez jednostki 59 Armii Ogólnowojskowej, której zadaniem było zepchnąć Niemców spod Prudnika w głąb Sudetów. W okolicy Prudnika nastąpiła koncentracja sił radzieckich. Łącznie na linii Mieszkowice – Trzebina znalazło się 7 radzieckich dywizji piechoty (według etatu dywizji strzeleckiej Armii Czerwonej w 1945 roku – 11780 żołnierzy), jeden korpus zmechanizowany, niezliczone jednostki wsparcia oraz 60% sił artyleryjskich 1 Frontu Ukraińskiego. Łącznie w rejonie Prudnika skoncentrowano wtedy około 200 tysięcy żołnierzy.
Przy ul. Moniuszki w Prudniku powstał cmentarz dla poległych podczas bitwy żołnierzy Armii Czerwonej. Przy jego zakładaniu pracował m.in. doktor Antoni Błaszczyński, późniejszy burmistrz Prudnika.
Pod miastem początkowo okopali się żołnierze 391 Dywizji Strzeleckiej. Bronili się przed niemieckimi kontratakami ze strony Łąki Prudnickiej, Trzebiny i Krzyżkowic. Początkowo udało im się opanować Trzebinę, ale z powodu niedogodnego położenia tej miejscowości wycofali się na jej północny skraj.

## Niemiecki kontratak
Po wycofaniu się do Lasu Prudnickiego, wojska niemieckie zaczęły prowadzić ostrzał artyleryjski na Prudnik z rejonu Gór Opawskich. Rosjanie wdarli się w rejon wzgórz: Kobylica, Kraska i Długota, wypierając przy tym Niemców ze wsi Dębowiec. Podczas walk czerwonoarmiści zniszczyli Sanktuarium Matki Bożej Bolesnej z 1743 roku. Rosyjski szpital polowy znajdował się w jednym z bloków przy ulicy Grunwaldzkiej w Prudniku. 21 marca Niemcy przeprowadzili kontratak z rejonu Bartultovice – Jindřichov, którym wyparli Armię Czerwoną ze wzgórz i Dębowca. Szczególnie ciężkie walki toczyły się na Krasce, gdzie poległo ok. 3000 Niemców i 2000 Rosjan. W walkach o Kraskę brali udział żołnierze z 344 Dywizjonu Dział Szturmowych dowodzonego przez kapitana Joachima Lederera. Kontratak został zatrzymany nad Złotym Potokiem w Moszczance.

## Ordre de Bataille

### Siły ZSRR
- 4 Gwardyjska Armia Pancerna
  - 10 Korpus Pancerny Gwardii
    - 61 Brygada Pancerna Gwardii

  - 7 Korpus Zmechanizowany Gwardii
    - 26 Brygada Zmechanizowana Gwardii
- 59 Armia
  - 93 Korpus Piechoty
    - 391 Dywizja Strzelecka

### Siły niemieckie
- 18 Ochotnicza Dywizja Grenadierów Pancernych SS „Horst Wessel”[6]
- 20 Dywizja Grenadierów SS (1 estońska)[6]
- 344 Dywizjon Dział Szturmowych